# تشارلز إتش. تايلور (سياسي)
تشارلز إتش. تايلور هو محرر وناشر وسياسي أمريكي، ولد في 1846 في Charlestown, Boston ‏ في الولايات المتحدة، وتوفي في 1921 في بوسطن في الولايات المتحدة بسبب مرض. انتخب عضو مجلس نواب ماساتشوستس ‏.